# Château de Shakujii
Le château de Shakujii (石神井城, Shakujii-jō) était un château japonais situé le long de la rivière Shakujii dans ce qui est à présent le parc de Shakujii dans l'arrondissement spécial de Tokyo appelé Nerima. L'histoire de l'héritage du territoire féodal qui lui est associé est la plus clairement connue de tous les territoires de ce qu'est Tokyo aujourd'hui.
Le château était stratégiquement placé le long de la rivière Shakujii, près de l'étang de Sanbō-tera, pour contrôler et défendre la vallée de la rivière. Bien qu'il y ait pu y avoir une autre fortification similaire érigée dans les environs durant l'époque de Heian (794-1185), il est vraisemblable que la dernière incarnation du château de Shakujii fut construite après l'époque de Kamakura (1185-1333). Un barrage fut construit à peu près à la même époque à peu de distance du château à un emplacement choisi par un devin pour retenir les eaux.
Le château traversa l'époque Muromachi (1336-1467) et fut contrôlé par le clan Toshima qui, supporté par le kanrei (adjoint du shogun) Ashikaga Mochiuji, était encore à ses débuts durant la rébellion d'Uesugi Zenshū, rébellion qui dura de 1415 à 1417. Mais quelque quarante ans plus tard, les Toshima prirent part à l'incident de Kyōtoku (1477), appuyant le soulèvement de Kageharu Nagao. Yasutsune Toshima mena les forces du château de Shakujii et du proche château de Nerima pour aider son frère Yasuaki Toshima qui était attaqué au château de Hiratsuka. Ils furent défaits par les forces d'Ōta Dōkan, vassal du clan Uesugi, qui mit fin à la rébellion. Les Toshima s'enfuirent alors au château de Kozukue mais y furent également défaits et le château de Shakujii fut détruit peu de temps après.
Des tentatives ont récemment eut lieu pour reconstruire le château. Peu de choses cependant dépassent du sol et même en fonction de ce que les fouilles ont révélé, il a été difficile de déterminer l'emplacement exact, la taille et l'étendue des fortifications et des douves.